# 非常完美 (电视节目)
《非常完美》是中国贵州卫视于2011年11月开始推出的一档时尚都市生活大型甜蜜恋爱告白真人秀节目，以另类相亲的节目形式播出备受观众和媒体关注，台湾中天综合台于2013年引进该节目入台播出。

## 节目简介
该节目为广大单身男女提供公开、公平的婚恋和交友平台，节目经历“才艺展示”、“初印象”、“播放VCR”、“相互交流”、“心动告白”过程，让帅哥美女们体会微妙不可言的心动。

## 人气嘉宾
该节目主打单身帅哥美女牌，备受广大观众、网友的热议、关注和喜爱，从该节目走红后各自都接到多部影视作品的邀约拍摄。

### 男嘉宾
- 吳亦軒、楊建邦、劉威、方嘉煜、李星潭 、李参木 、貢免、袁世中、賴柏宇[6][7]

### 女嘉宾
- 唐蔼靖、晁然、安然、殷宛琦、朱安娜
- 车文娜、吴佳佳、钟恩琪、曹赢心、施心贝、潘栐伈

## 番外之作
《非常完美》的俊男美女恋爱真人秀在中国大陆热播后，在台湾中天台播出后也备受关注，贵州卫视则在此基础上制作“户外恋爱秀”《完美邂逅》栏目和《寻找珍珠姑娘》大型选美甄选活动。